# 松重美人

松重による被爆当日の写真撮影を記念するモニュメント / 市内御幸橋西詰めに設置されており、上の写真が最初に撮影されたものである。

松重 美人（まつしげ よしと、男性、英語: Yoshito Matsushige、1913年1月2日 - 2005年1月16日）は、日本の新聞記者・報道写真家。
1945年8月6日の広島原爆投下当日の市街地の様子を撮影した人物である。

## 経歴
広島県呉市に生まれる。旧制広島県立呉中学校（現・広島県立呉三津田高等学校）卒業。1941年、中国新聞社系列の芸備日日新聞に入社し、記者になる。1943年、系列本体の中国新聞へ移籍。中国新聞では写真部に所属し、1944年以降は、中国軍管区司令部の報道班員も兼ねた。1945年8月6日、広島市への原子爆弾投下で被爆するが軽傷だったため、当日中に勤務先の新聞社に向かう過程で市内の写真撮影をおこなう。1969年に中国新聞社を定年退職し、その後は証言者として自らの被爆体験を語った。2005年1月16日、急性腎不全のため92歳で死去。

## 被爆体験
1945年8月6日、午前8時15分に広島市に原子爆弾が投下される。そのとき松重は翠町（爆心地より南東に約2.7km / 現：南区）の自宅にて被爆した。その後、勤務先の中国新聞社（上流川町）を目指して市中心部に北上を試みる。その途中、午前11時頃に御幸橋西詰にて応急処置を受ける被爆者の様子をマミヤシックスで撮影した。
しかし火災が激しかったため、それ以上の入市を断念し、いったん帰宅、午後2時頃に自宅およびその近辺を撮影した。その後同僚とともに再び新聞社に向かい爆心地に近い紙屋町で被爆した電車の内部や、広島文理大プールを撮ろうと試みたが、あまりにも悲惨な状況だったため撮影を躊躇し断念した。そして再び御幸橋付近に戻り、夕刻には罹災証明書を発行する宇品警察署（現在の広島南警察署）の警察官や、千田町の火災の様子を撮影し、当日は計6枚を撮影した。撮影から1週間後、中国新聞社の疎開先であった安芸郡温品村（現：東区温品）で現像し、露出不足であった6枚目のネガ（千田町の火災）を廃棄、結果として被爆当日の記録写真として5枚が現像され今日に伝えられた。

### 被爆当日の5枚の写真
1枚目 - 御幸橋西詰にて午前11時過ぎに撮影
爆心地より南南東に約2.3km（千田町三丁目 / 現：中区）。宇品警察署管内千田町派出所前に急設された臨時治療所の様子を撮影。建物疎開作業中に被爆した広島女子商業学校・県立第一中学生徒などが避難し、多数が橋の欄干近くにしゃがみ込んでいる。凄惨な光景だったため松重は1枚目を撮影するまでかなり躊躇したという。この写真と2枚目の写真に写る被爆者のうち、坪井直（元被団協代表委員、当時は広島工専学生）やセーラー服を着た女学生ら計9人の氏名が判明している。9人のうち女学生1人は2023年時点で健在であることが分かっている。2枚の写真はNHKスペシャル「きのこ雲の下で何が起きていたのか」（2015年8月6日放送）で詳細に取り上げられ、画像解析により写真に写っている被爆者が閃光熱傷（フラッシュバーン）を起こしていたことなどが明らかとなった。
2枚目 - 同上
1枚目よりもかなり被爆者に接近して撮影。この時にはファインダーが「涙にぬれていた」という。
3枚目 - 翠町の自宅兼理髪店の内部を午後2時頃撮影
爆心地から約2.7km。火災は免れたが爆風により店は大破し内部は散乱。奥に松重夫人が立っている。
4枚目 - 翠町の自宅の窓から電車通り向かいを午後2時頃撮影
広電宇品線を挟んで向かいの広島西消防署皆実派出所が倒壊しているのが見える。
5枚目 - 皆実町三丁目交差点付近を午後5時頃撮影
爆心地より南南東に2.4km（現：南区皆実町六丁目）。上記御幸橋の東詰で広電宇品線と皆実線の分岐点（現：皆実町六丁目電停の付近）であり、宇品警察署の巡査が罹災証明書の発行にあたっている。

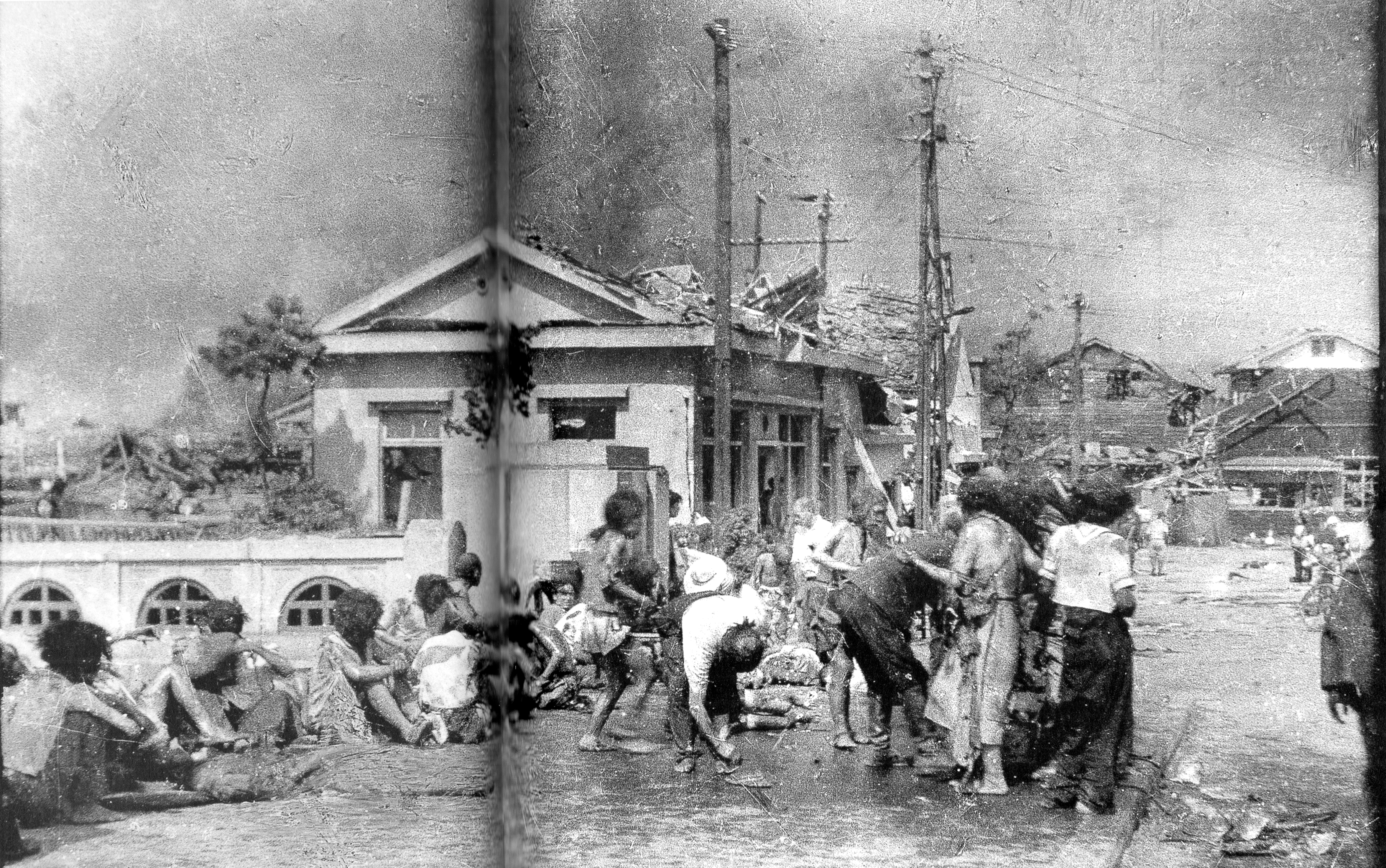
千田町3丁目御幸橋西詰にて (1枚目)
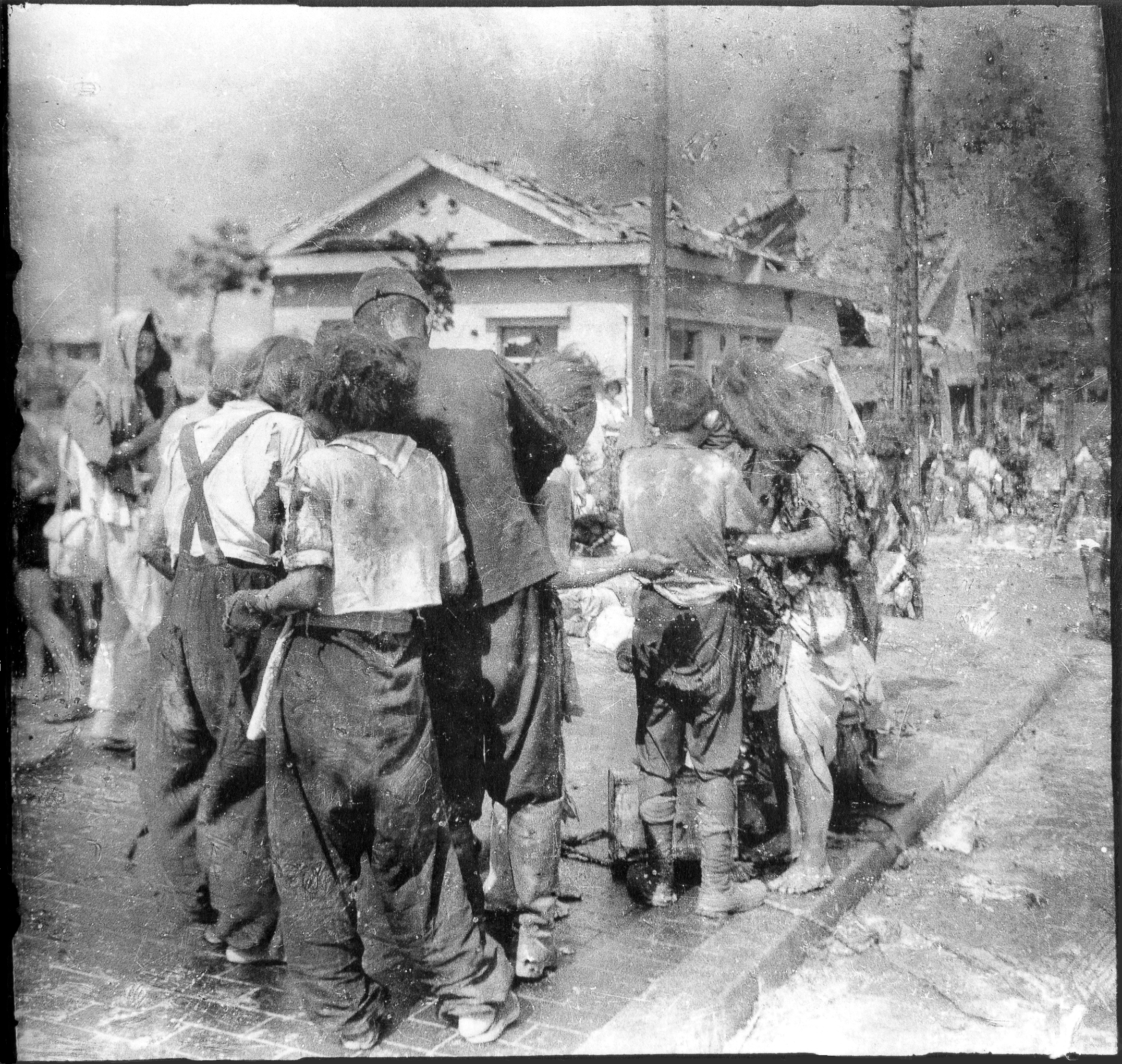
千田町3丁目御幸橋西詰にて (2枚目)
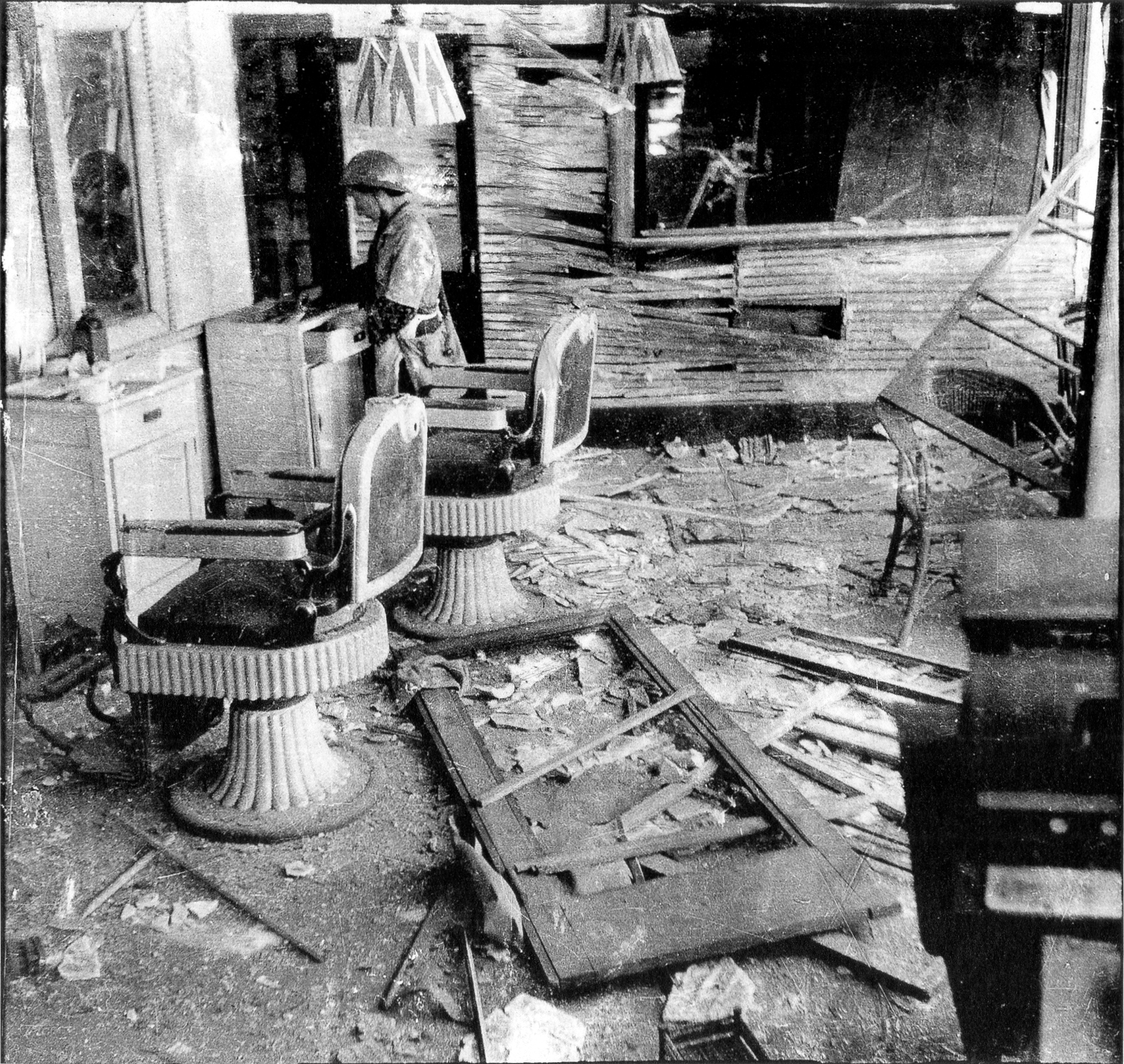
松重美人の住居兼理髪店の内部
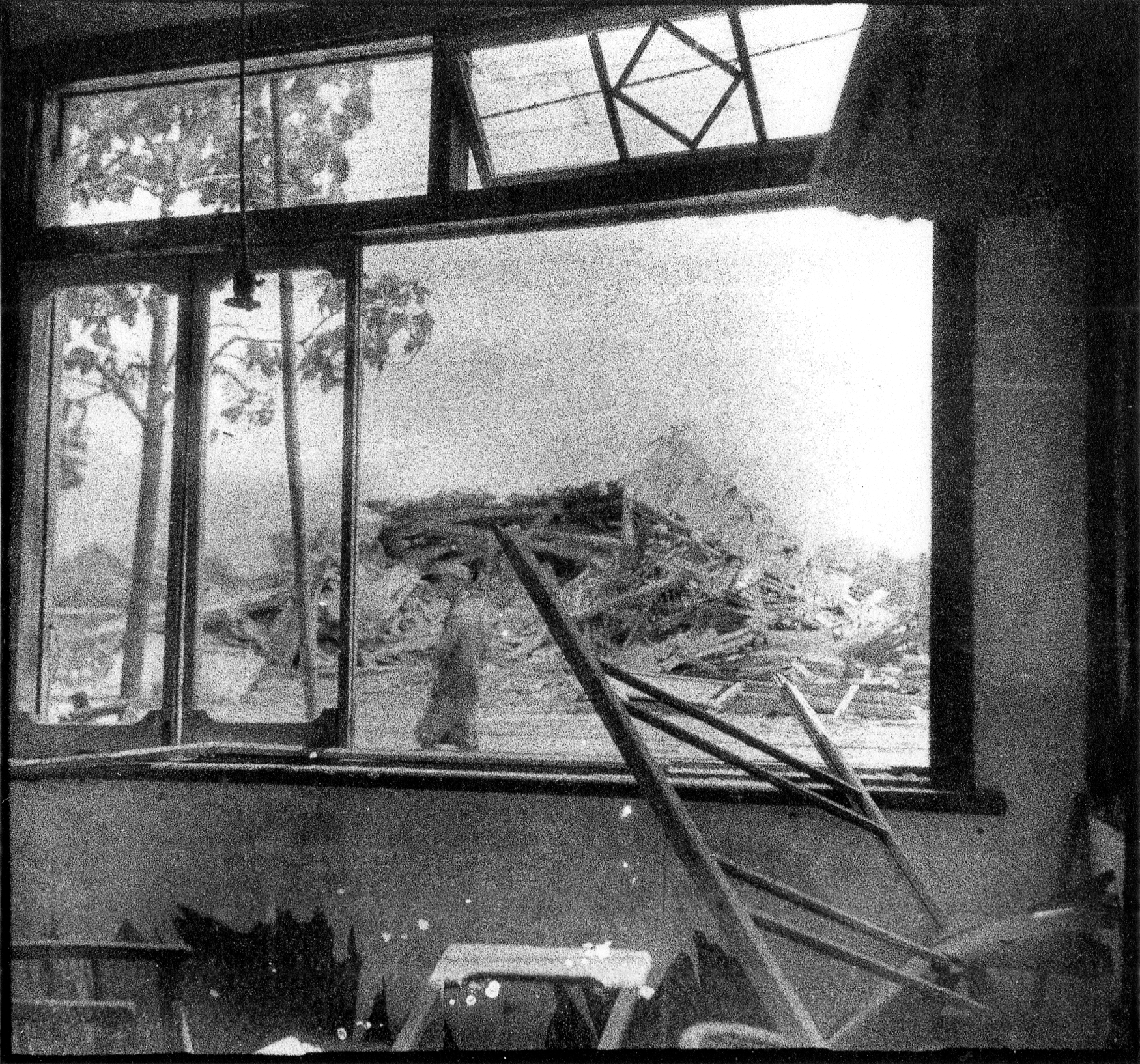
松重美人の住居の窓から見た広島市翠町
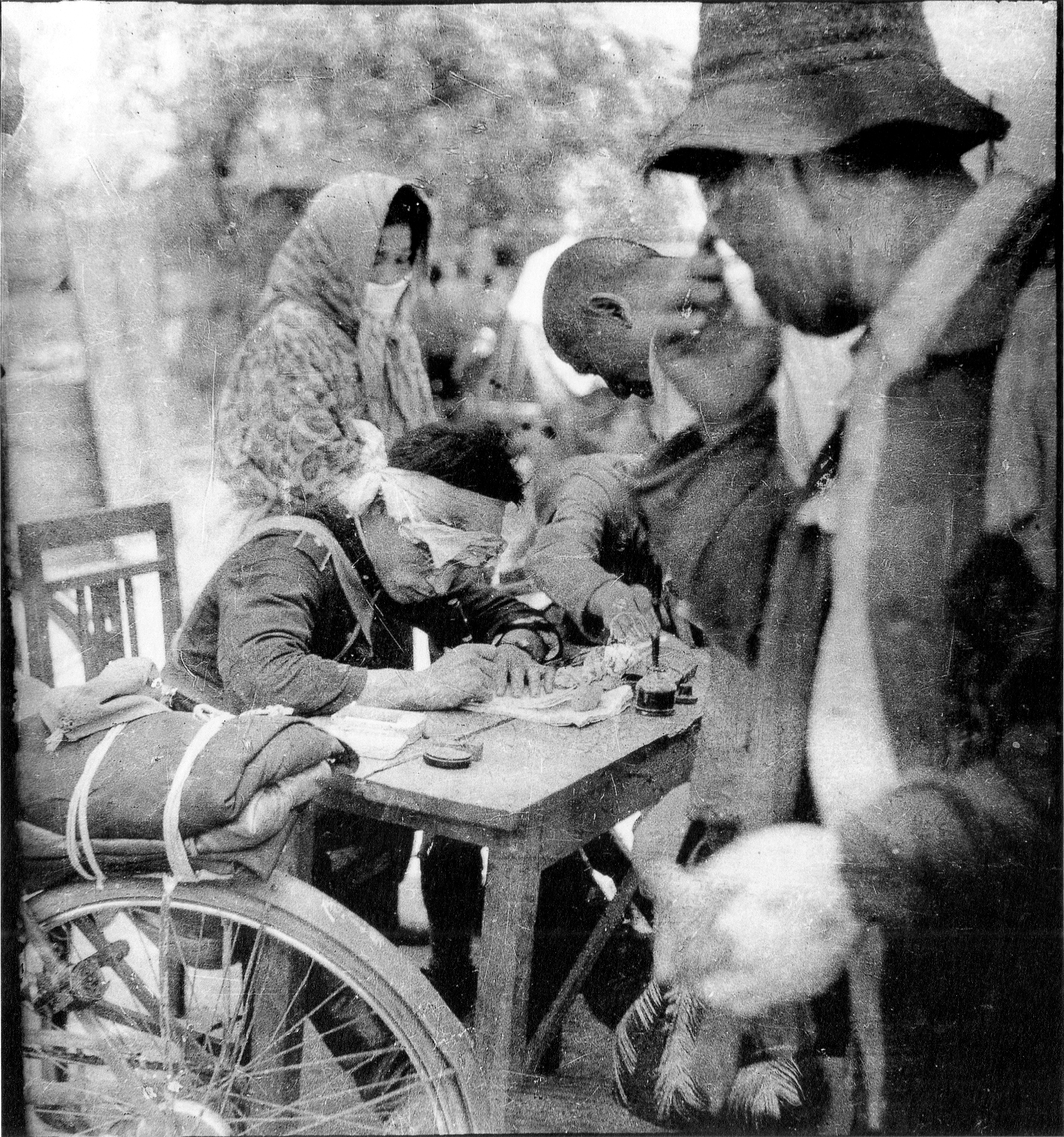
宇品線曲がり角付近 (1945年8月6日午後5時頃撮影)

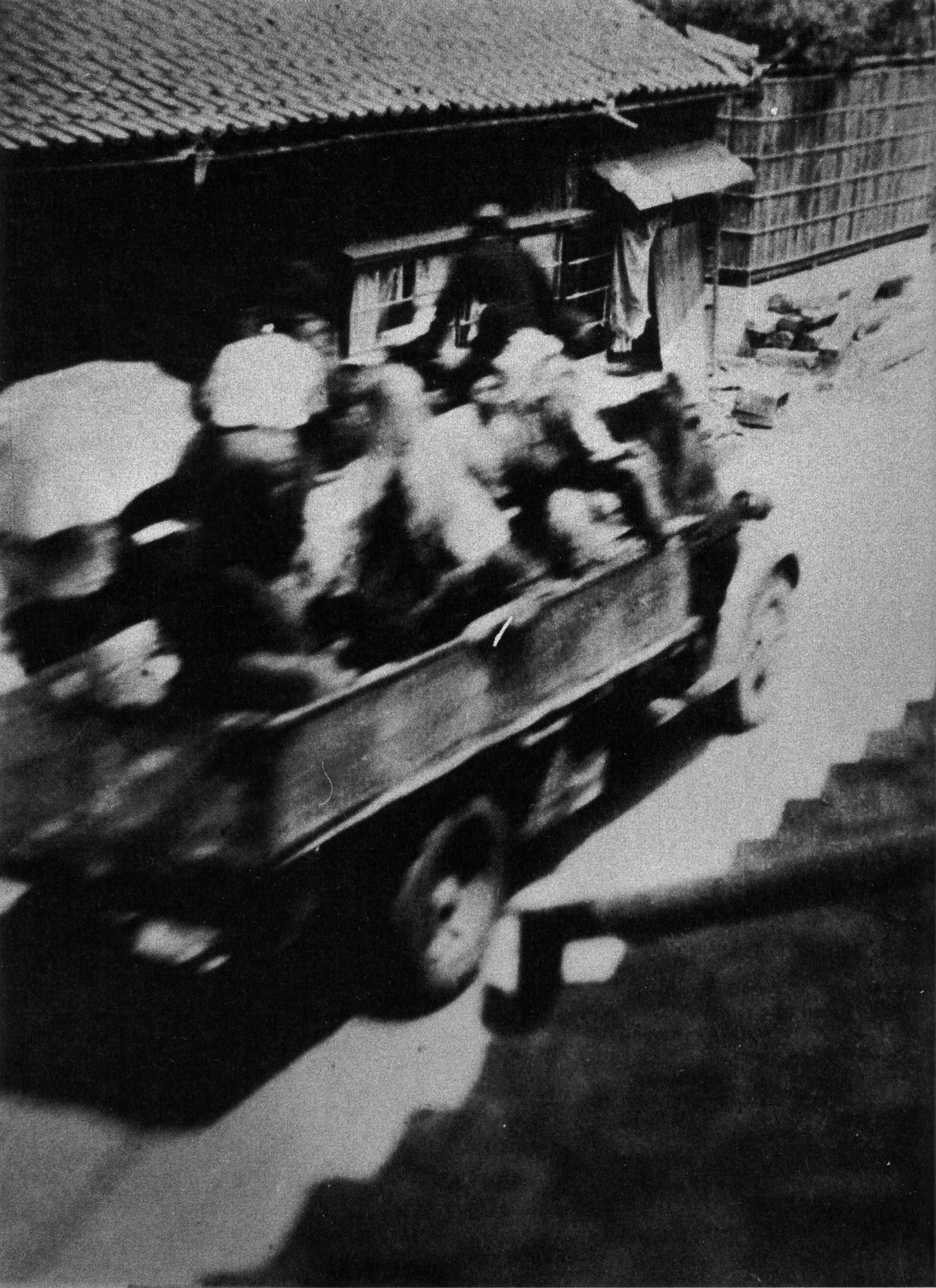
広島市郊外へトラックで急送される被爆者たち (1945年8月6日、安古市町、松重三男撮影)

8月6日当日の地上における写真は、他に被爆直後に爆心地からやや離れた地点（陸軍兵器補給廠、水分峡など）から撮られたキノコ雲や、郊外の安佐郡安古市町（現在の安佐南区）にてトラックに乗せられ避難する被爆者の様子（ただし焦点がぼけている）を撮ったものが確認されているが、爆心地から比較的近い市街地で、生々しい被災の様子を撮った歴史的写真は、この松重のものしか残されていない。現在、御幸橋西詰南側（この付近にかつて千田町派出所が存在した）に松重の被災写真撮影を記念するモニュメントが設置されており、一枚目の写真を引き延ばしたものが使用されている（冒頭の画像および上記左端の写真を参照）。
なお、松重は1990年代に写真の著作権を巡る民事訴訟で訴えられたが、裁判は原告の請求棄却で確定している。

## 写真の公表・出版
第二次世界大戦後、松重による御幸橋の被災写真は、1946年（昭和21年）7月6日付の『夕刊ひろしま』（中国新聞の系列紙）紙上で、日本国内では初めて御幸橋での2枚の写真が掲載。1952年（昭和22年）にはアメリカ軍に渡ったグラフ誌『ライフ』第33巻第13号（1952年9月29日）に初めて掲載された。
松重は定年退職後の1980年8月、同じ被爆記者である中村敏（被爆当時、同盟通信記者 / その後共同通信）および大佐古一郎（被爆当時、中国新聞記者）とともに「昭和20年8月7日・8日付」のガリ版印刷『廣島特報』を発行、当時の視点から「被爆後2日間の報道の空白」を埋める試みを行った（この試みは中国新聞労働組合による1995年8月6日刊の『ヒロシマ新聞』に継承されている）。